# Ansible
Ansible és un conjunt d'eines de línia de comandes de codi lliure que facilita la automatització de tasques   com la configuració de sistemes, el desplegament de programari i l'actualització d'equips.
Ansible va ser desenvolupat per Michael DeHaaan per ser una eina senzilla d'utilitzar, que no necessita instal·lar programes addicionals (agents) en els nodes supervisats perquè funciona directament per SSH. Ansible té un llenguatge simplificat que permet la configuració de xarxes el desplegament de programari i la gestió d'aplicacions al núvol en un llenguatge senzill que es pot llegir fàcilment en anglès